# Szekeres Béla (kerékpárversenyző, 1933)
Szekeres Béla (1933–) olimpiai hatodik kerékpárversenyző. A sportsajtóban Szekeres II néven ismert. Apja, Szekeres Béla kerékpárversenyző, edző volt.

## Élete
1948 és 1952 között a Postás, 1953 és 1956 között a Budapesti Honvéd, 1957 és 1959 a Tipográfia versenyzője volt. Edzői Pelvássy Ferenc és apja Szekeres Béla voltak. 1952 és 1956 között a válogatott keret tagja volt. Két számban, hat alkalommal állított fel új magyar csúcsot 1950 és 1954 között. 1952-ben az olimpiai játékokon a repülőrajtos versenyszámban a hatodik helyen ért a célba.

## Sikerei, díjai
- Olimpiai játékok
  - 6.: 1952, Helsinki (repülőrajtos)
- Főiskolai világbajnokság
  - 2.: 1954, Budapest (repülőrajtos)
- Magyar bajnokság
  - bajnok: 1950, 1954, 1955 (repülőrajtos), 1954 (csapat - 4000 m üldöző), 1955, 1959 (kétüléses)
  - 3.: 1954 (1000 m, állórajtos)

## Csúcsai
- 200 m repülőrajtos:
  - 1950: 12.00
  - 1952: 11.90 / 11.80
  - 1954: 11.70
- 500 m repülőrajtos
  - 1954: 31.00 / 30.80

## Díjai, elismerései
- A Magyar Népköztársaság kiváló sportolója (1951)[3]
- A Magyar Népköztársaság Érdemes Sportolója (1955)[4]